# Dan Armstrong (Perkussionist)
Dan C. Armstrong (* 1953) ist ein US-amerikanischer Perkussionist und Hochschullehrer.
Armstrong studierte an der University of Michigan bei Salvatore Rabbio und an der University of North Texas. Nach Lehrtätigkeiten an der University of North Texas und der University of Oklahoma leitet er seit 1982 als Professor die Ausbildung für Schlagwerker an der Pennsylvania State University, das Penn State Percussion Ensemble und das Penn State Mallet Ensemble. Als Mitglied der Percussive Arts Society und Leiter des Chapter Pennsylvania wirkt er als Juror an deren landesweiten Wettbewerben mit.
Als Orchestermusiker trat Armstrong u. a. mit dem Dallas Symphony Orchestra, dem San Antonio Symphony Orchestra, dem Oklahoma City Symphony Orchestra und dem Orchester der Santa Fe Opera und bei den Musikfestivals von Aspen, Breckenridge und Grand Teton und beim Colorado Music Festival in Boulder auf. Aufnahmen entstanden u. a. mit dem Armstrong Flute and Percussion Duo, der Chestnut Brass Company und der North Texas 1:00 Lab Band. Mit dem Paragon Ragtime Orchestra tourte er durch die USA, und bei mehreren Jazzfestivals trat er als Schlagzeuger der Tarnished Six Traditional Dixieland Jazz Band auf. Als Solo-Xylophonist hatte er Auftritte in den USA, England und Schottland. Armstrongs Arrangements für Perkussionsensemble wurden u. a. vom PASIC '90 Marimba Orchestra, dem Marimba Festival Orchestra in West Point und verschiedenen Hochschulensembles aufgeführt.